# امی ویلکینسن
 امی ویلکینسن ریاضی‌دان امریکایی متولد سال ۱۹۶۸ است. او در زمینه سامانه پویا و نظریه ارگودیک در دانشگاه شیکاگو کار کرده‌است. وی بی‌ای خود را در سال ۱۹۸۹ از دانشگاه هاروارد و پی‌اچ‌دی خود را در سال ۱۹۹۵ از دانشگاه کالیفرنیا، برکلی گرفته‌است. وی اکنون استاد ریاضی دانشگاه شیکاگو است. هموارریختی و ارگادیسیتی از دیگر زمینه‌های فعالیت او است.
او در سال ۲۰۱۱ برنده جایزه ساتر در ریاضیات می‌شود. وی در سال ۲۰۱۰ در کنگره جهانی ریاضیدانان در شهر حیدرآباد (هند) برای سخنرانی در زمینه سامانه پویا دعوت شده‌است. او در سال ۲۰۱۳ به دلیل فعالیت‌هایش در زمینه سامانه پویا به عضویت انجمن ریاضی آمریکا درآمد.